# Catocala hyperconnexa
Catocala hyperconnexa är en fjärilsart som beskrevs av Shigero Sugi 1965. Catocala hyperconnexa ingår i släktet Catocala och familjen nattflyn. Inga underarter finns listade i Catalogue of Life.